# Sputtgöl (Hjorteds socken, Småland)
Sputtgöl är en sjö i Västerviks kommun i Småland och ingår i Marströmmens huvudavrinningsområde.